# Anogramma leptophylla
Anogramma leptophylla là một loài thực vật có mạch trong họ Adiantaceae. Loài này được (L.) Link miêu tả khoa học đầu tiên năm 1841.

## Hình ảnh

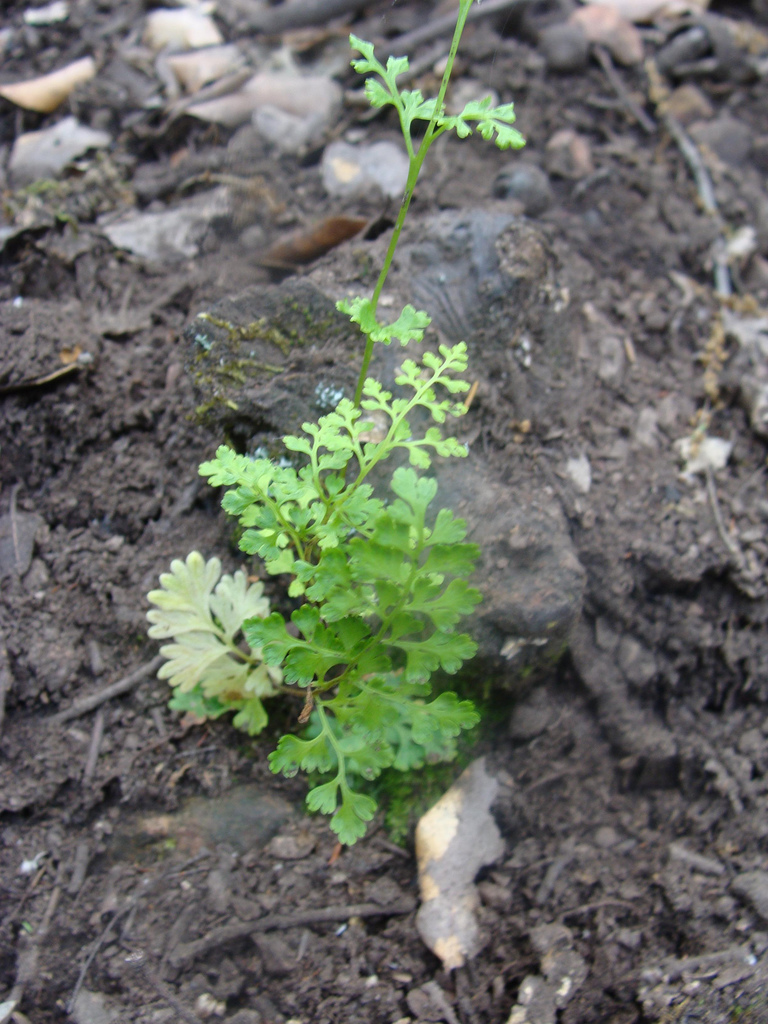
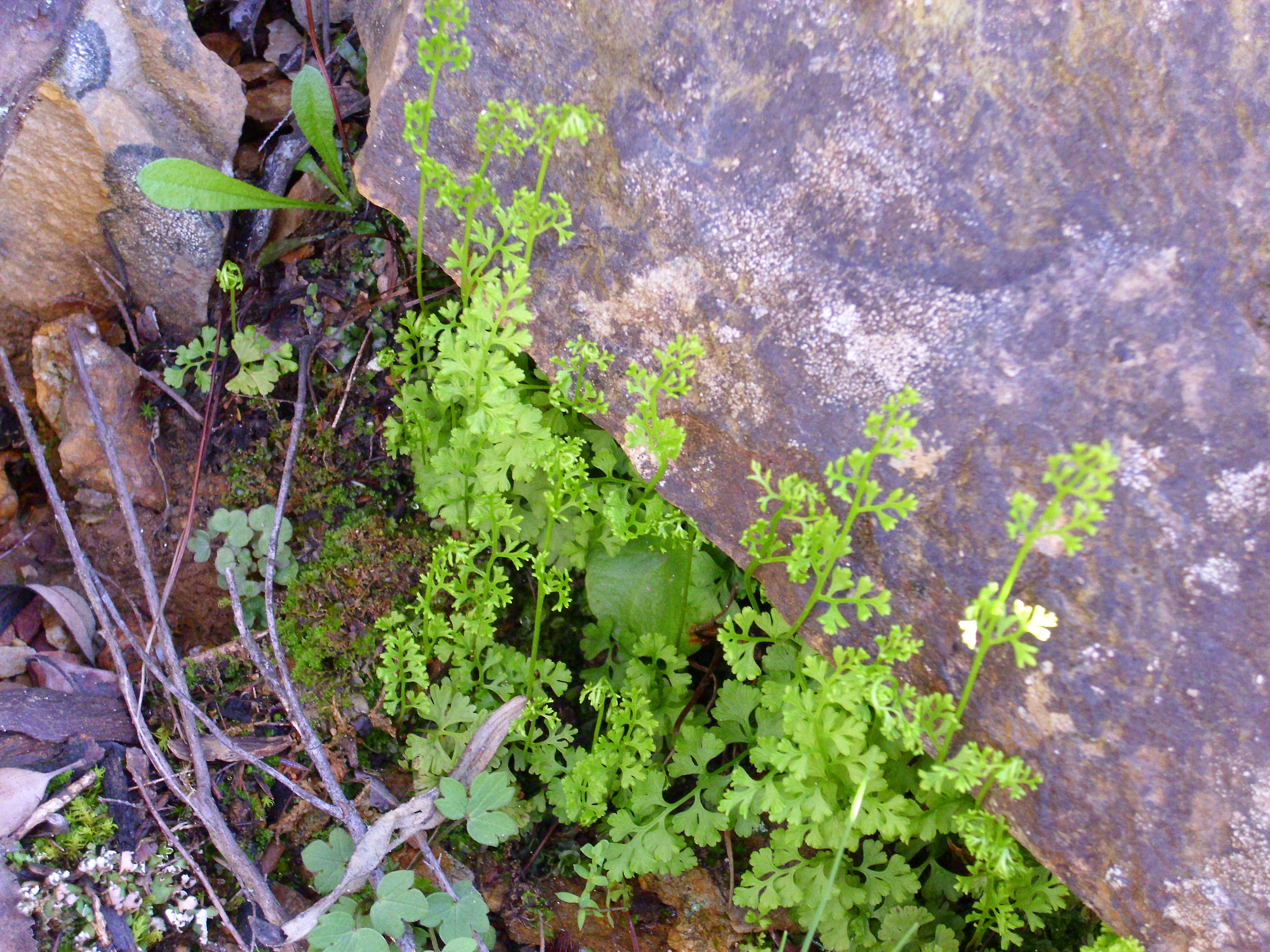